# Rietzneuendorf-Staakow
Rietzneuendorf-Staakow (dolnołuż. Nowa Wjas pśi rĕce-Stoki) – gmina w Niemczech w kraju związkowym Brandenburgia, w powiecie Dahme-Spreewald, wchodzi w skład urzędu Unterspreewald. Do 31 grudnia 2012 wchodziła w skład urzędu Unterspreewald.